# Ballymena United Football Club
Il Ballymena United Football Club, noto più semplicemente come Ballymena United, è una società calcistica nordirlandese con sede nella città di Ballymena. Fondata nel 1928 come Ballymena F.C., fu ricostituita nel 1934 con il nome di Ballymena United F.C.
Disputa i match interni nello stadio Ballymena Showgrounds. Non ha mai conquistato il titolo nazionale, è arrivata due volte seconda, ma ha vinto per 6 volte la Irish Cup, la coppa nazionale nordirlandese.

## Palmarès

### Competizioni nazionali
- Irish Cup: 6

1928-1929, 1939-1940, 1957-1958, 1980-1981, 1983-1984, 1988-1989
- Irish Football League Cup: 1

2016-2017
- City Cup: 1

1971-1972
- Gold Cup: 1

1974-1975
- Irish News Cup: 1

1997-1998

### Competizioni regionali
- Ulster Cup: 2

1960-1961, 1980-1981
- Festival of Britain Cup: 1

1951-1952
- County Antrim Shield: 5

1947-1948, 1950-1951, 1975-1976, 1979-1980, 2012-2013

### Altri piazzamenti
- Campionato nordirlandese:

Secondo posto: 1938-1939, 1979-1980, 2018-2019
Terzo posto: 1947-1948, 1952-1953, 1957-1958, 1961-1962, 1980-1981
- Irish Cup:

Finalista: 1929-1930, 1930-1931, 1938-1939, 1950-1951, 1958-1959, 1969-1970, 1973-1974, 1977-1978, 2013-2014, 2019-2020, 2021-2022
Semifinalista: 2014-2015, 2020-2021
- Irish Football League Cup:

Finalista: 2014-2015, 2017-2018, 2018-2019
Semifinalista: 2002-2003, 2011-2012, 2013-2014, 2021-2022
- IFA Charity Shield:

Finalista: 2014
- Texaco Cup:

Semifinalista: 1971-1972
- Blaxnit Cup:

Finalista: 1973-1974

## Ballymena United nelle Coppe europee
Avendo conquistato alcune coppe nazionali, il Ballymena United ha avuto modo di partecipare 4 volte alla ora defunta Coppa delle Coppe. In una edizione ha affrontato la Roma. Ha inoltre preso parte ad una Coppa UEFA e ad un torneo Intertoto. Non ha mai superato il turno.

### Coppa delle Coppe
| Stagione | Competizione      | Turno    | Paese             | Squadra         | Andata | Ritorno | Totale |
| -------- | ----------------- | -------- | ----------------- | --------------- | ------ | ------- | ------ |
| 1978-79  | Coppa delle Coppe | 1º turno | Belgio (bandiera) | K.S.K. Beveren  | 0-3    | 0-3     | 0-6    |
| 1981-82  | Coppa delle Coppe | 1º turno | Italia (bandiera) | Roma            | 0-2    | 0-4     | 0-6    |
| 1984-85  | Coppa delle Coppe | 1º turno | Malta (bandiera)  | Ħamrun Spartans | 0-1    | 1-2     | 1-3    |
| 1989-90  | Coppa delle Coppe | 1º turno | Belgio (bandiera) | RSC Anderlecht  | 0-6    | 0-4     | 0-10   |

### Coppa UEFA
| Stagione | Competizione | Turno    | Paese                   | Squadra               | Andata | Ritorno | Totale |
| -------- | ------------ | -------- | ----------------------- | --------------------- | ------ | ------- | ------ |
| 1980-81  | Coppa UEFA   | 1º turno | Germania Est (bandiera) | FC Vorwärts Frankfurt | 2-1    | 0-3     | 2-4    |

### Coppa Intertoto
| Stagione | Competizione    | Turno    | Paese                | Squadra   | Andata | Ritorno | Totale |
| -------- | --------------- | -------- | -------------------- | --------- | ------ | ------- | ------ |
| 2004     | Coppa Intertoto | 1º turno | Danimarca (bandiera) | Odense BK | 0-0    | 0-7     | 0-7    |

## Organico

### Rosa 2020-2021
| N. |                             | Ruolo | Calciatore      |
| -- | --------------------------- | ----- | --------------- |
| 1  | Irlanda del Nord (bandiera) | P     | Dwayne Nelson   |
| 2  | Irlanda del Nord (bandiera) | D     | Tony Kane       |
| 3  | Irlanda del Nord (bandiera) | D     | Stephen McBride |
| 4  | Irlanda del Nord (bandiera) | C     | Alan Davidson   |
| 5  | Irlanda del Nord (bandiera) | D     | Jonathan Taylor |
| 6  | Irlanda del Nord (bandiera) | D     | Aaron Stewart   |
| 7  | Irlanda del Nord (bandiera) | A     | Gary Thompson   |
| 8  | Irlanda del Nord (bandiera) | C     | Gavin Taggart   |
| 9  | Irlanda del Nord (bandiera) | A     | Gary Liggett    |
| 10 | Scozia (bandiera)           | C     | Allan Jenkins   |
| 11 | Irlanda del Nord (bandiera) | C     | David Cushley   |
| 12 | Irlanda del Nord (bandiera) | A     | Alan Teggart    |
| 15 | Irlanda del Nord (bandiera) | A     | Shay McCartan   |

| N. |                             | Ruolo | Calciatore       |
| -- | --------------------------- | ----- | ---------------- |
| 16 | Irlanda del Nord (bandiera) | C     | David Munster    |
| 17 | Irlanda del Nord (bandiera) | D     | Michael Ruddy    |
| 18 | Irlanda del Nord (bandiera) | P     | Stuart Addis     |
| 19 | Irlanda del Nord (bandiera) | A     | James McCabe     |
| 20 | Irlanda del Nord (bandiera) | D     | Mark McCullagh   |
| 21 | Irlanda del Nord (bandiera) | A     | Peter Duffin     |
| 22 | Irlanda del Nord (bandiera) | C     | Thomas Robinson  |
| 24 | Irlanda del Nord (bandiera) | A     | Neil Lowry       |
| 25 | Irlanda del Nord (bandiera) | A     | Michael McLellan |
| 26 | Irlanda del Nord (bandiera) | C     | Eoin Kane        |
| 27 | Francia (bandiera)          | P     | Yohann Lacroix   |
|    | Irlanda (bandiera)          | P     | Aaron Shanahan   |

### Rosa delle stagioni precedenti
- Ballymena United Football Club 2012-2013